# Tommi Mäkinen
Tommi Antero Mäkinen (ur. 26 czerwca 1964 w Puuppoli) – fiński kierowca rajdowy. Był fabrycznym kierowcą zespołów Mitsubishi, Subaru, a także prywatnych. W swojej karierze jeździł z takimi pilotami jak: Seppo Harjanne, Risto Mannisenmäki i Kaj Lindström. Nosi przydomek „Latający Fin”.
Swoją karierę rajdową Mäkinen rozpoczął 1985, a jego pierwszym rajdowym samochodem był Ford Escort RS 2000. W sierpniu 1987 zadebiutował w rajdowych mistrzostwach świata jadąc samochodem Lancia Delta HF 4WD. Debiutanckiego Rajdu Finlandii jednak nie ukończył na skutek wypadku. W sierpniu 1994 wygrał swój pierwszy rajd mistrzostw świata w karierze – Rajd Finlandii 1994. Było to zarazem pierwsze podium w mistrzostwach świata w karierze Mäkinena.
W 1995 Mäkinen stał się członkiem fabrycznego zespołu Mitsubishi Ralliart. W 1996 wywalczył swój pierwszy tytuł mistrza świata. W kolejnych trzech sezonach, 1997, 1998 i 1999 także zdobywał mistrzowski tytuł. Z kolei w 2001 zajął 3. miejsce w mistrzostwach świata. W 2002 przeszedł do zespołu Subaru. Jeździł w nim dwa sezony i w 2003 zakończył swoją karierę rajdową.
W swojej karierze Mäkinen wygrał 24 rajdy w mistrzostwach świata, 45 razy w swojej karierze stawał na podium w rajdach mistrzostw świata. Zdobył w nich 544 punkty. Wygrał 362 odcinki specjalne.

## Kariera

### Początki
Mäkinen urodził się we wsi Puuppola, położonej niedaleko miasta Jyväskylä. Jako młody chłopiec nauczył się jeździć samochodem, gdy wraz z braćmi ścigał się po zamarzniętym jeziorze, znajdującym się niedaleko jego domu. Jednak swoją styczność ze sportami motorowymi rozpoczął od zawodów traktorów. W latach 1982 i 1985 wywalczył mistrzostwo Finlandii w oraniu pola. Po ukończeniu szkoły średniej pracował wraz z ojcem Jukką przy wyrębie lasów.
W 1985 Mäkinen kupił swój pierwszy samochód rajdowy, Forda Escorta RS2000. W tamtym roku zadebiutował w rajdach, a jego debiut przypadł na październikowy Rajd Nokia. W 1986 wywalczył rajdowe mistrzostwo Finlandii juniorów, a w 1987 został mistrzem seniorów. W sierpniu 1987 zadebiutował w mistrzostwach świata. Wystartował samochodem Lancia Delta HF 4WD z pilotem Jarim Nieminenem w Rajdzie Finlandii. Na 27. odcinku specjalnym uległ wypadkowi i nie ukończył debiutanckiego rajdu. W 1988 Mäkinen wystartował w trzech rajdach mistrzostw Europy. Zajął 11. miejsce w Rajdzie Arktycznym i Rajdzie Hankiralli oraz nie ukończył Rajdu Południowej Szwecji. Wystartował także w dwóch rajdach mistrzostw świata. Rajdu Finlandii nie ukończył z powodu awarii zawieszenia, a Rajdu Wielkiej Brytanii z powodu awarii układu elektrycznego. W 1988 zwyciężył w grupie N w mistrzostwach Finlandii.
W 1989 Mäkinen wygrał Rajd Arktyczny w ramach mistrzostw Europy oraz był drugi w Rajdzie Hankiralli. Zwyciężył także w Rajdzie Conca d’Oro, w mistrzostwach Włoch. Dwukrotnie wystartował w mistrzostwach świata, jednak nie ukończył zarówno Rajdu Szwecji (awaria skrzyni biegów), jak i Rajdu Finlandii (awaria dyferencjału).

### 1990–1994
W 1990 Mäkinen startował N-grupowym samochodem Mitsubishi Galant VR-4 wraz z nowym pilotem, doświadczonym Seppo Harjanne. W odbywającym się na przełomie czerwca i lipca Rajdzie Nowej Zelandii Mäkinen zdobył swoje pierwsze punkty w mistrzostwach świata w karierze. Zajął 6. miejsce w klasyfikacji generalnej oraz wygrał grupę N i serię Production Car. W sierpniu był jedenasty (pierwszy w grupie N i Production Car) w Rajdzie Finlandii, a we wrześniu zajął 7. miejsce w Rajdzie Australii (pierwsze w grupie N i Production Car). Z kolei w październiku 1990 był trzynasty w Rajdzie San Remo oraz trzeci w grupie N i Production Car. Listopadowego Rajdu Wielkiej Brytanii nie ukończył z powodu awarii skrzyni biegów. W sezonie 1990 w klasyfikacji końcowej Production Car zajął 3. miejsce i przegrał jedynie z Francuzem Alainem Oreille i Urugwajczykiem Gustavo Trellesem.
W sezonie 1991 Mäkinen wystartował w pięciu rajdach. Startując Fordem Sierrą RS Cosworth był trzynasty w Rajdzie Szwecji oraz nie ukończył Rajdu Portugalii z powodu awarii skrzyni biegów. W Rajdzie Nowej Zelandii wystartował Mitsubishi Galantem VR-4, jednak wycofał się z niego na skutek awarii silnika. Następnie dzięki wstawiennictwu Hannu Mikkoli dołączył do zespołu Mazdy. Po raz pierwszy wystartował Mazdą 323 GTX w Rajdzie Finlandii. Zajął w nim 5. miejsce w klasyfikacji generalnej, a 18. odcinek specjalny tego rajdu był pierwszym wygranym w karierze Mäkinena w mistrzostwach świata. Ostatniego rajdu sezonu, Rajdu Wielkiej Brytanii, Mäkinen nie ukończył z powodu awarii skrzyni biegów.
W 1992 Mäkinen został członkiem zespołu Nissan Motorsports Europe i podpisał kontrakt na starty Nissanem Sunny GTI-R w mistrzostwach świata. Wystąpił w czterech rajdach mistrzostw. W Rajdzie Monte Carlo był dziewiąty, a w Rajdzie Wielkiej Brytanii ósmy. Nie ukończył Rajdu Portugalii (wypadek) i Rajdu Finlandii (awaria skrzyni biegów). W sezonie 1993 Fin pojechał Lancią Deltą HF Integrale w trzech rajdach w barwach prywatnego zespołu Astra Racing. W Rajdzie Szwecji i Rajdzie Finlandii zajął 4. pozycję, a w Rajdzie Grecji 6. pozycję.
Rok 1994 Mäkinen rozpoczął od startów Nissanem Sunny w grupie F2, w Rajdzie Szwecji, którego nie ukończył na skutek usterki skrzyni biegów. Następnie wystartował w Rajdzie Portugalii, w mistrzostwach świata, ale wycofał się z niego z powodu wypadku. W dalszej części sezonu Fin wziął udział w mistrzostwach Wielkiej Brytanii. Startował w Rajdzie Pirelli (11. miejsce), Rajdzie Szkocji (6. miejsce) i Rajdzie Ulster (4. miejsce). W międzyczasie fabryczny zespół Forda poszukiwał kierowcy w miejsce kontuzjowanego Włocha Massima Biasiona do startu w Rajdzie Finlandii. Wybór padł na Mäkinena. Na drugim odcinku specjalnym objął on prowadzenie w rajdzie. Pomimo problemów z turbosprężarką Fin odniósł swoje pierwsze zwycięstwo w karierze. Przyjechał 22 sekundy przed Francuzem Didierem Auriolem w Toyocie Celice Turbo 4WD i 1:04 minuty przed Hiszpanem Carlosem Sainzem w Subaru Imprezie 555. W 1994 Mäkinen wystartował również fabrycznym Mitsubishi Lancerem Evo II w Rajdzie San Remo (awaria zawieszenia) i Rajdzie Wielkiej Brytanii (9. miejsce).

### 1995–1997

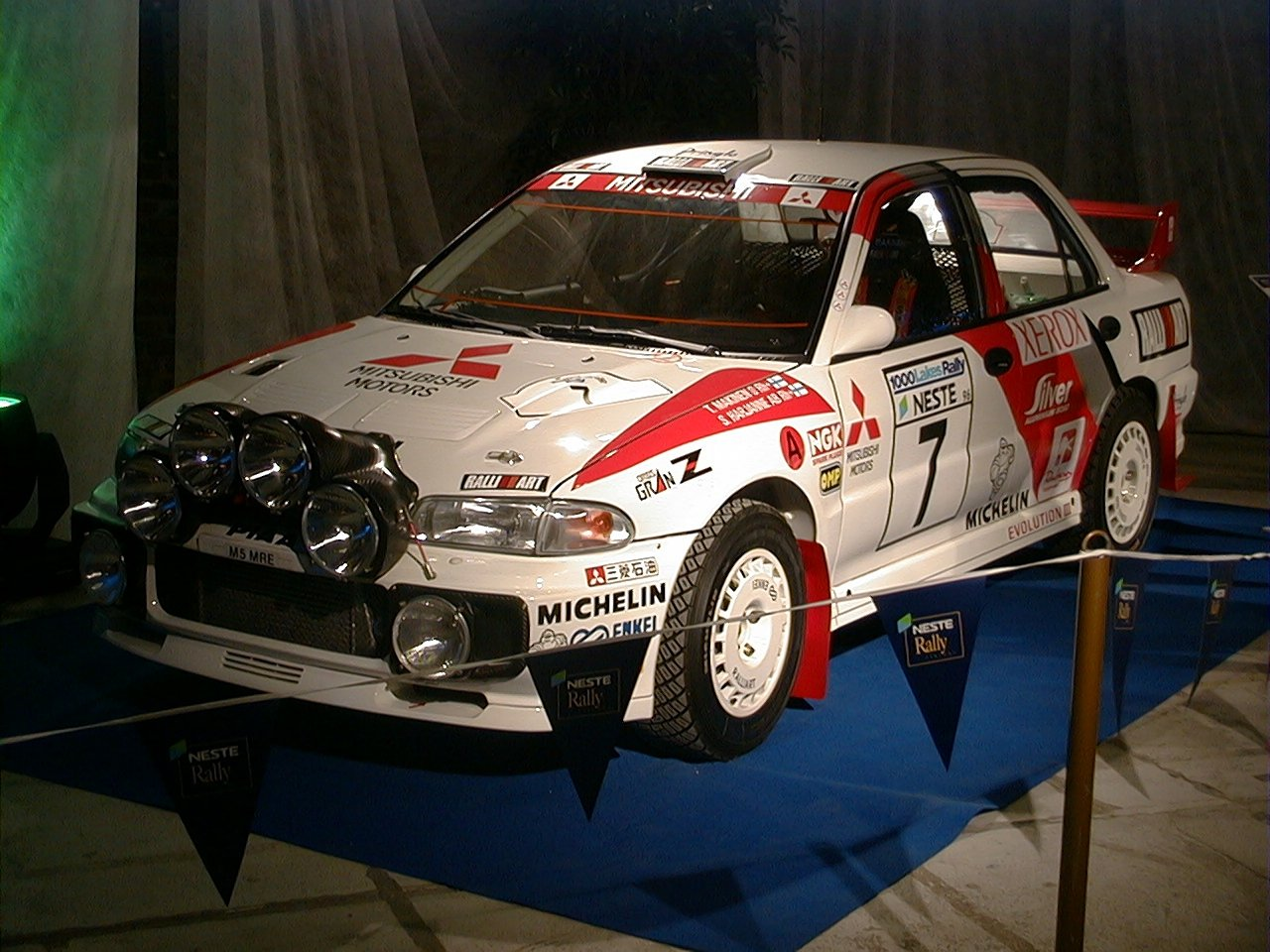
Mitsubishi Lancer Evo III, którym Mäkinen startował w Rajdzie Finlandii 1996

Przed sezonem 1995 Mäkinen podpisał kontrakt z zespołem Mitsubishi. Sezon rozpoczął od startu w Rajdu Monte Carlo. Jadąc Mitsubishi Lancerem Evo II zajął w nim 4. miejsce, przegrywając podium o 42 sekundy z rodakiem Juhą Kankkunenem. W lutym 1995, w Rajdzie Szwecji, Mäkinen po raz drugi w swojej karierze stanął na podium. Od początku do końca rajdu walczył o zwycięstwo ze Szwedem i jednocześnie partnerem z zespołu, Kennethem Erikssonem, jednak przegrał je o 12 sekund. W majowym asfaltowym Rajdzie Korsyki, Mäkinen wystartował nowym samochodem Mitsubishi, Lancerem Evo III. Debiut w nowym samochodzie nie był udany dla Fina, który zajął 8. pozycję. Kolejnego rajdu, Rajdu Nowej Zelandii, Mäkinen nie ukończył. Powodem był wypadek na 10. odcinku specjalnym. W sierpniu 1995 zwyciężył w Rajdzie Finlandii, plasując się na podium przed rodakami, Marcusem Grönholmem i Jarmo Kytölehto. Rajd nie był jednak punktowany w ramach mistrzostw świata, a jedynie był rundą mistrzostw samochodów w silnikami 2-litrowymi. Do końca sezonu Mäkinen wystartował jeszcze w trzech rajdach mistrzostw świata. W Rajdzie Australii był czwarty, a kolejnych dwóch, Rajdu Katalonii i Rajdu Wielkiej Brytanii nie ukończył. Ostatecznie w sezonie 1995 zajął 5. miejsce w klasyfikacji generalnej mistrzostw świata. Zdobył łącznie 58 punktów. W grudniu 1995 wygrał Rajd Tajlandii, zaliczany do klasyfikacji Mistrzostw Azji. Wyprzedził o 4 sekundy Kennetha Erikssona i o 5 sekund Richarda Burnsa.
Sezon 1996 Mäkinen rozpoczął od zwycięstwa w lutowym Rajdzie Szwecji. Wygrał go z przewagą 26 sekund nad Carlosem Sainzem jadącym Fordem Escortem RS Cosworth i 1:06 minuty nad Colinem McRae jadącym Subaru Imprezą 555. Fin wygrał także kolejny rajd, Rajd Safari. Ukończył go z przewagą ponad 14 minut nad Szwedem Kennethem Erikssonem i 42 minut nad Kenijczykiem Ianem Duncanem. Kolejnych zawodów, majowego Rajdu Indonezji jednak nie ukończył z powodu awarii silnika na 11. odcinku specjalnym. W kolejnych dwóch rajdach ponownie stanął na podium. W czerwcu walczył o zwycięstwo w Rajdzie Grecji z McRae, jednak ostatecznie był drugi ze stratą 50 sekund do Szkota, a w lipcu wygrał Rajd Argentyny z przewagą 1:35 minuty nad Carlosem Sainzem i 4:39 minuty nad Kennethem Erikssonem. Lipcowego Rajdu Nowej Zelandii Mäkinen jednak nie ukończył, gdyż na 11. oesie uległ wypadkowi. W sierpniu jednak ponownie zwyciężył. Wygrał Rajd Finlandii stając na podium obok dwóch rodaków, Juhy Kankkunena i Jarmo Kytölehto. We wrześniowym Rajdzie Australii ponownie odniósł zwycięstwo, piąte w sezonie. Wygrał go z przewagą ponad minuty nad Kennethem Erikssonem i Carlosem Sainzem. Wygrana w Rajdzie Australii dała Mäkinenowi, na dwa rajdy przed końcem sezonu, pierwszy w karierze tytuł rajdowego mistrza świata. W pozostałych dwóch rajdach sezonu Mäkinen nie odniósł sukcesu. Z Rajdu San Remo wycofał się z powodu wypadku, a Rajd Katalonii ukończył na 5. pozycji.
Już w pierwszym rajdzie sezonu 1997 Mäkinen stanął na podium. Jadąc nowym modelem Mitsubishi, Lancerem Evo IV, zajął 3. miejsce w Rajdzie Monte Carlo, w którym przegrał jedynie z Pierem Liattim i Carlosem Sainzem. W drugim rajdzie sezonu, Rajdzie Szwecji, Fin był znów trzeci. Przegrał z Kennethem Erikssonem i Carlosem Sainzem. W marcowym Rajdzie Safari nie dojechał jednak do mety. Na 4. odcinku specjalnym w jego Lancerze awarii uległ dyferencjał. W marcu 1997 Mäkinen odniósł zwycięstwo w Rajdzie Portugalii. Była to jego pierwsza wygrana w Rajdzie Portugalii w karierze, a także pierwsza w sezonie oraz pierwsza zespołu Mitsubishi. Na mecie rajdu Fin wyprzedził Belga Freddy’ego Loixa i Niemca Armina Schwarza. Z kolei w kwietniu Mäkinen wygrał swój pierwszy asfaltowy rajd mistrzostw świata w dotychczasowej karierze. Był najlepszy na trasach Rajdu Katalonii, w którym wyprzedził Piera Liattiego i Gilles’a Panizziego. W maju nie ukończył Rajdu Korsyki. Na 7. odcinku specjalnym jego Lancer przy dużej prędkości uderzył w krowę, wypadł z trasy i wpadł do wąwozu. Pod koniec maja Mäkinen odniósł jednak swoje trzecie zwycięstwo w sezonie. Wygrał Rajd Argentyny wyprzedzając na podium dwóch kierowców Subaru, Colina McRae i Kennetha Erikssona. Następnie Fin był trzeci w Rajdzie Grecji oraz nie ukończył Rajdu Nowej Zelandii z powodu wypadku na 4. odcinku specjalnym. W sierpniu 1997 Mäkinen ponownie stanął na najwyższym stopniu podium. Wygrał po raz czwarty z rzędu w Rajdzie Finlandii, wyprzedzając o 7 sekund Juhę Kankkunena i o 2 minuty Jarmo Kytölehto. We wrześniu nie ukończył Rajdu Indonezji z powodu awarii radiatora na 13. oesie. Jednak dwie kolejne rundy mistrzostw świata, zarówno Rajd San Remo, jak i Rajd Australii, wygrał Colin McRae. Mäkinen był w nich odpowiednio trzeci i drugi, przez co przed ostatnim rajdem sezonu Szkot zbliżył się do niego o 10 punktów. Na 21. odcinku specjalnym Rajdu Wielkiej Brytanii McRae objął prowadzenie i ostatecznie wygrał ten rajd. Nie wystarczyło mu to jednak do wywalczenia mistrzostwa świata, gdyż Mäkinen dojechał do mety na 6. pozycji, dzięki czemu został mistrzem świata z przewagą jednego punktu nad McRae w klasyfikacji generalnej.

### 1998–1999
Po sezonie 1997 pilot Mäkinena Seppo Harjanne zakończył karierę. Nowym pilotem Mäkinena został Risto Mannisenmäki. W styczniu 1998 Mäkinen pojechał w Rajdzie Monte Carlo. W pierwszym dniu rajdu wygrał cztery odcinki specjalne z sześciu i był liderem. Jednak na pierwszym odcinku specjalnym drugiego dnia rajdu uległ wypadkowi. Jego Lancer uderzył w barierkę mostu i spadł 10 metrów w dół do strumienia. Załoga nie odniosła obrażeń. W lutym 1998, w Rajdzie Szwecji, Mäkinen objął prowadzenie na 12. oesie i ostatecznie wygrał ten rajd. Wyprzedził drugiego Carlosa Sainza 51,6 sekundy i trzeciego Juhę Kankkunena o 58,8 sekundy. Kolejnych dwóch rajdów Mäkinen nie ukończył. Rajdu Safari nie ukończył na skutek awarii paska rozrządu, a Rajdu Portugalii na skutek awarii zawieszenia. W kwietniowym Rajdzie Katalonii przyjechał na 3. pozycji za dwoma kierowcami Toyoty, Sainzem i Freddym Loixem. Z kolei w maju 1998 wycofał się z Rajdu Korsyki. Powodem wycofania się była awaria układu elektrycznego na 5. odcinku specjalnym. Kolejnym rajdem sezonu był Rajd Argentyny. Od 4. do 10. odcinka specjalnego Mäkinen prowadził. Na 11. odcinku prowadzenie objął Colin McRae, jednak na 15. odcinku uderzył w skałę, w związku z tym Mäkinen wrócił na prowadzenie i ostatecznie zwyciężył w argentyńskim rajdzie. Czerwcowego Rajdu Grecji Fin nie ukończył, a w lipcu był trzeci w Rajdzie Nowej Zelandii. W sierpniu wystartował w Rajdzie Finlandii. Na 3. odcinku specjalnym objął prowadzenie i systematycznie utrzymywał je do końca rajdu, który wygrał. Pokonał Carlosa Sainza o 35,6 sekundy i Juhę Kankkunena o 45,2 sekundy. Było to piąte z rzędu zwycięstwo Mäkinena w Rajdzie Finlandii. Mäkinen zdominował również październikowy Rajd San Remo. Na 2. odcinku specjalnym został liderem i nie oddał prowadzenia do końca rajdu. Stanął na podium obok dwóch kierowców Subaru Imprezy, Piera Liattiego i Colina McRae. Zwycięstwo we Włoszech pozwoliło Mäkinenowi włączyć się o walkę o mistrzostwo świata i Fin zbliżył się na 2 punkty do lidera mistrzostw, Carlosa Sainza. W listopadzie 1998 Mäkinen wygrał trzeci rajd z rzędu. W Rajdzie Australii przyjechał o 16,5 sekundy przed Sainzem, dzięki czemu objął prowadzenie w mistrzostwach świata z 2 punktami przewagi przed Hiszpanem. Ostatnim rajdem sezonu decydującym o mistrzostwie świata był Rajd Wielkiej Brytanii. Na 5. odcinku specjalnym Mäkinen wjechał swoim Lancerem w plamę oleju, przez co wypadł poza trasę i uderzył tyłem w betonowy blok. Niedługo potem urwał koło i ukończył 6. odcinek specjalny na trzech kołach na 52. pozycji. Po tym odcinku został zatrzymany przez brytyjską policję na trasie dojazdowej i ostatecznie wycofał się z rajdu. W rajdzie pozostał Sainz. Na 500 metrów przed końcem ostatniego, 28. odcinka specjalnego, w Toyocie Corolli WRC Sainza (w tym czasie jechał na 4. pozycji w klasyfikacji i był mistrzem świata) awarii uległ silnik i Hiszpan nie ukończył rajdu. Tym samym mistrzem świata został Mäkinen, a o tym fakcie dowiedział się nieoczekiwanie poprzez telefon, w momencie udzielania przez niego wywiadu fińskiej telewizji. Fin stał się też pierwszym kierowcą, który wywalczył tytuł mistrzowski po raz trzeci z rzędu.
2 stycznia 1999 Mitsubishi zaprezentowało nowy model Lancera, Evo VI. Tym modelem Mäkinen miał startować w sezonie 1999. Już w pierwszym rajdzie sezonu, Rajdzie Monte Carlo, Mäkinen odniósł zwycięstwo. Wygrał go z przewagą 1:44 minuty nad Juhą Kankkunenem i 3:52 minuty nad Didierem Auriolem. W lutym 1999, w Rajdzie Szwecji, Mäkinen od pierwszego do ostatniego odcinka specjalnego walczył o zwycięstwo z Carlosem Sainzem. Ostatecznie wygrał go, po raz trzeci z rzędu, z przewagą 18 sekund nad Hiszpanem. Trzecim rajdem sezonu był, odbywający się pod koniec lutego, Rajd Safari. Na jednym z odcinków specjalnych Mäkinen zatrzymał się, by wymienić dwie przebite opony. W wymianie koła pomogła grupa kenijskich widzów, co zostało zarejestrowane na kamerze telewizyjnej. Zewnętrzna pomoc była zabroniona w rajdach, toteż zespół Toyoty złożył protest, który został uwzględniony przez FIA. Mäkinen został wykluczony z rajdu. W następnych pięciu rajdach sezonu 1999 Mäkinen tylko dwukrotnie stawał na podium. W Rajdzie Katalonii i Rajdzie Grecji był trzeci. W pozostałych trzech dojechał jednak na punktowanych pozycjach. W Rajdzie Portugalii zajął 5. miejsce, w Rajdzie Korsyki – 6., a w Rajdzie Argentyny – 4. Po letniej przerwie Mäkinen wystartował w lipcowym Rajdzie Nowej Zelandii. Na 2. odcinku specjalnym objął prowadzenie i dzięki 10 wygranym odcinkom, zwyciężył w nowozelandzkim rajdzie, wyprzedzając dwóch rodaków, Juhę Kankkunena i Toniego Gardemeistera. W sierpniu Mäkinen wziął udział w Rajdzie Finlandii. Nie zdołał go jednak wygrać po raz szósty z rzędu. Na 14. odcinku specjalnym był zmuszony wycofać się z powodu awarii sprzęgła. We wrześniu Mäkinen walczył o zwycięstwo w Rajdzie Chin. Od 11. odcinka specjalnego jechał na 3. pozycji. Na 16. odcinku spadł jednak deszcz. Fin na śliskiej nawierzchni nie opanował samochodu, który uderzył w skałę. Mäkinen uszkodził zawieszenie i wycofał się z rajdu. W październikowym Rajdzie San Remo, ostatnim asfaltowym w sezonie, Mäkinen do przedostatniego odcinka specjalnego jechał na 2. pozycji o 1,8 sekundy za Gillesem Panizzim. Wygrał jednak ostatni odcinek o 19,8 sekundy nad Panizzim i zwyciężył w rajdzie. Dzięki zwycięstwu w Rajdzie San Remo Mäkinen został liderem mistrzostw świata z 6 punktami przewagi nad Didierem Auriolem. W listopadzie 1999 odbył się przedostatni rajd sezonu, Rajd Australii. Na 6. odcinku specjalnym Auriol uderzył w drzewo i wycofał się z rajdu. Mäkinen ukończył rajd na bezpiecznej 3. pozycji, która zagwarantowała mu zdobycie czwartego z rzędu tytułu mistrza świata na jeden rajd przed końcem sezonu (Mäkinen miał wówczas 10 punktów przewagi, ale więcej zwycięstw od Auriola). Ostatniego rajdu sezonu, Rajdu Wielkiej Brytanii, Mäkinen nie ukończył z powodu awarii silnika.

### 2000–2001

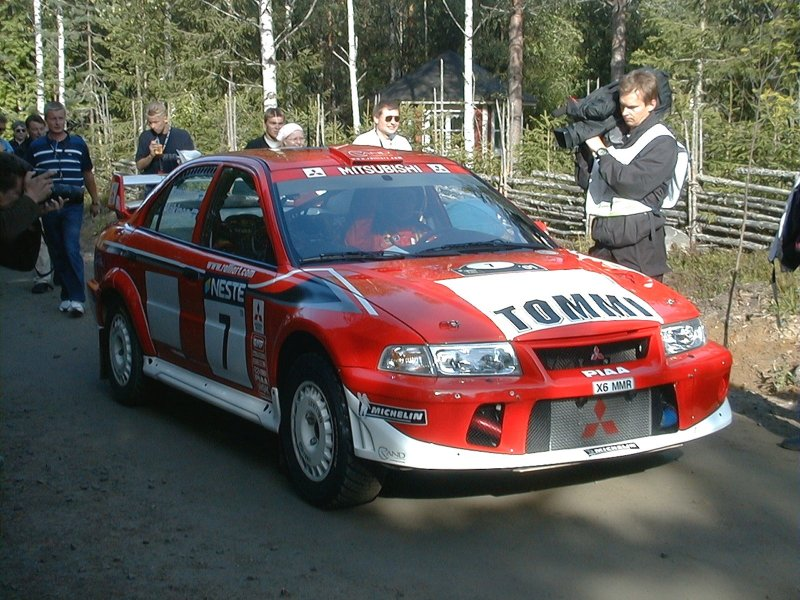
Mäkinen w Lancerze Evo VI na trasie 1. odcinka specjalnego Rajdu Finlandii 2001

Mäkinen dobrze rozpoczął sezon 2000. W styczniowym Rajdzie Monte Carlo objął prowadzenie na 4. odcinku specjalnym i ostatecznie wygrał ten rajd. Ukończył go z przewagą 1:24,9 minuty nad Carlosem Sainzem oraz 3:21,4 minuty nad Juhą Kankkunenem. W lutowym Rajdzie Szwecji także walczył o zwycięstwo. Trzeci dzień rajdu rozpoczynał na 2. miejscu ze stratą 26,8 sekundy do lidera Marcusa Grönholma. Następnie systematycznie odrabiał stratę do rodaka i ostatecznie ukończył szwedzki rajd na 2. pozycji ze stratą 6,8 sekundy. Kolejne dwa rajdy nie były jednak dla Mäkinena udane. Lutowy Rajd Safari zakończył na 3. odcinku specjalnym z powodu awarii zawieszenia. Nie ukończył także odbywającego się w marcu Rajdu Portugalii. Na 9. odcinku specjalnym uderzył w drzewo, uszkodził zawieszenie i był zmuszony wycofać się z zawodów. Piąty rajd sezonu, Rajd Katalonii, zakończył na 4. pozycji tracąc do podium 28,5 sekundy, a w maju dojechał na 3. miejscu w Rajdzie Argentyny. W czerwcu Mäkinen nie ukończył Rajdu Grecji z powodu awarii osi, a w lipcu miał wypadek w Rajdzie Nowej Zelandii na 19. odcinku specjalnym i wycofał się z rajdu. W Rajdzie Finlandii dojechał na 4. pozycji, a w Rajdzie Cypru był piąty. Nie ukończył natomiast Rajdu Korsyki z powodu wypadku. W październiku stanął na podium w Rajdzie San Remo. Był trzeci i przegrał jedynie z dwoma francuskimi kierowcami, Gillesem Panizzim i François Delecourem. W listopadzie 2000, w przedostatnim rajdzie sezonu, Rajdzie Australii, Mäkinen zwyciężył z przewagą 5,5 sekundy nad Grönholmem i 8,2 sekundy nad Richardem Burnsem. Po zakończeniu rajdu został jednak zdyskwalifikowany. Zespół Mitsubshi użył w jego Lancerze niezgodnej z przepisami turbosprężarki. W ostatnim rajdzie sezonu, Rajdzie Wielkiej Brytanii, Mäkinen dojechał na 3. miejscu. Sezon 2000 zakończył na 5. pozycji w klasyfikacji generalnej. Zdobył 36 punktów.

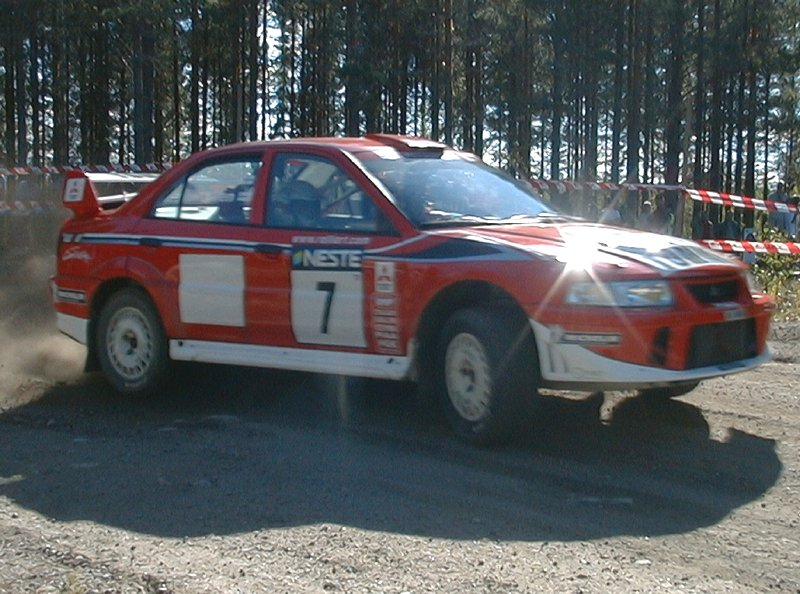
Mäkinen w Rajdzie Finlandii 2001

Sezon 2001 Mäkinen rozpoczął od zwycięstwa w Rajdzie Monte Carlo. O zwycięstwo w rajdzie walczył z Colinem McRae, który jednak z powodu kłopotów technicznych wycofał się z rajdu. Tym samym wygrał Rajd Monte Carlo po raz trzeci z rzędu wyprzedzając Carlosa Sainza o ponad minutę i François Delecoura o ponad dwie minuty. W lutym Mäkinen wystartował w Rajdzie Szwecji. Do 16. odcinka specjalnego jechał na 2. pozycji, jednak 19 kilometrów przed końcem 17. odcinka wypadł z trasy i był zmuszony wycofać się z rajdu. W marcu 2001 Mäkinen wygrał drugi rajd w sezonie, Rajd Portugalii. Na 21., przedostatnim, odcinku specjalnym był drugi za Sainzem, jednak dzięki wygranej na ostatnim oesie wygrał portugalski rajd z przewagą 8,6 sekundy nad Hiszpanem. W Rajdzie Hiszpanii Mäkinen stanął na podium. Był trzeci. Z kolei w Rajdzie Argentyny dojechał do mety na 4. pozycji. Rajd Cypru nie był dla Mäkinena udany. Na pierwszych trzech odcinkach specjalnych notował czasy w drugiej dziesiątce, a na 4. odcinku specjalnym wypadł z trasy i zakończył udział w zawodach. W czerwcowym Rajdzie Grecji Fin był czwarty. W lipcu Mäkinen startował w Rajdzie Safari. Od 2. odcinka specjalnego był liderem rajdu i ostatecznie wygrał go z przewagą ponad 12 minut nad rodakiem Harrim Rovanperą i Niemcem Arminem Schwarzem. W sierpniu nie ukończył Rajdu Finlandii z powodu awarii zawieszenia, a we wrześniu był ósmy w Rajdzie Nowej Zelandii. We wrześniu zespół Mitsubishi zaprezentował nowy samochód, Mitsubishi Lancer WRC, którym Mäkinen miał wystartować w Rajdzie San Remo. Debiut Mäkinena w nowym samochodzie nie był udany. Do 19. odcinka specjalnego, którego nie ukończył z powodu wypadku, jechał w drugiej dziesiątce klasyfikacji generalnej. W październiku Mäkinen ogłosił, iż opuszcza zespół Mitsubishi i przenosi się do zespołu Subaru. Jeszcze w tym samym miesiącu wystartował w Rajdzie Korsyki. Na 6. odcinku specjalnym Mäkinen uderzył samochodem w kamienny murek, następnie w skały. Lancer Fina dachował i zatrzymał się nad przepaścią. Mäkinen nie odniósł obrażeń, jednak jego pilot Risto Mannisenmäki został zabrany helikopterem do szpitala. Mannisenmäki doznał złamania kręgu i przeszedł operację kręgosłupa. W listopadzie Mäkinen wystartował z nowym pilotem, Timo Hantunenem i zajął 6. miejsce w tym rajdzie. Przed ostatnim rajdem sezonu, Rajdem Wielkiej Brytanii Mäkinen wciąż miał szanse na tytuł mistrzowski. W rajdzie pojechał z pilotem Kajem Lindströmem. Jednak wycofał się już na 2. odcinku specjalnym z powodu wypadku i urwania koła w Lancerze. Sezon 2001 zakończył na 3. miejscu ze stratą punktu do drugiego Colina McRae i 3 punktów do mistrza świata Richarda Burnsa.

### 2002–2003

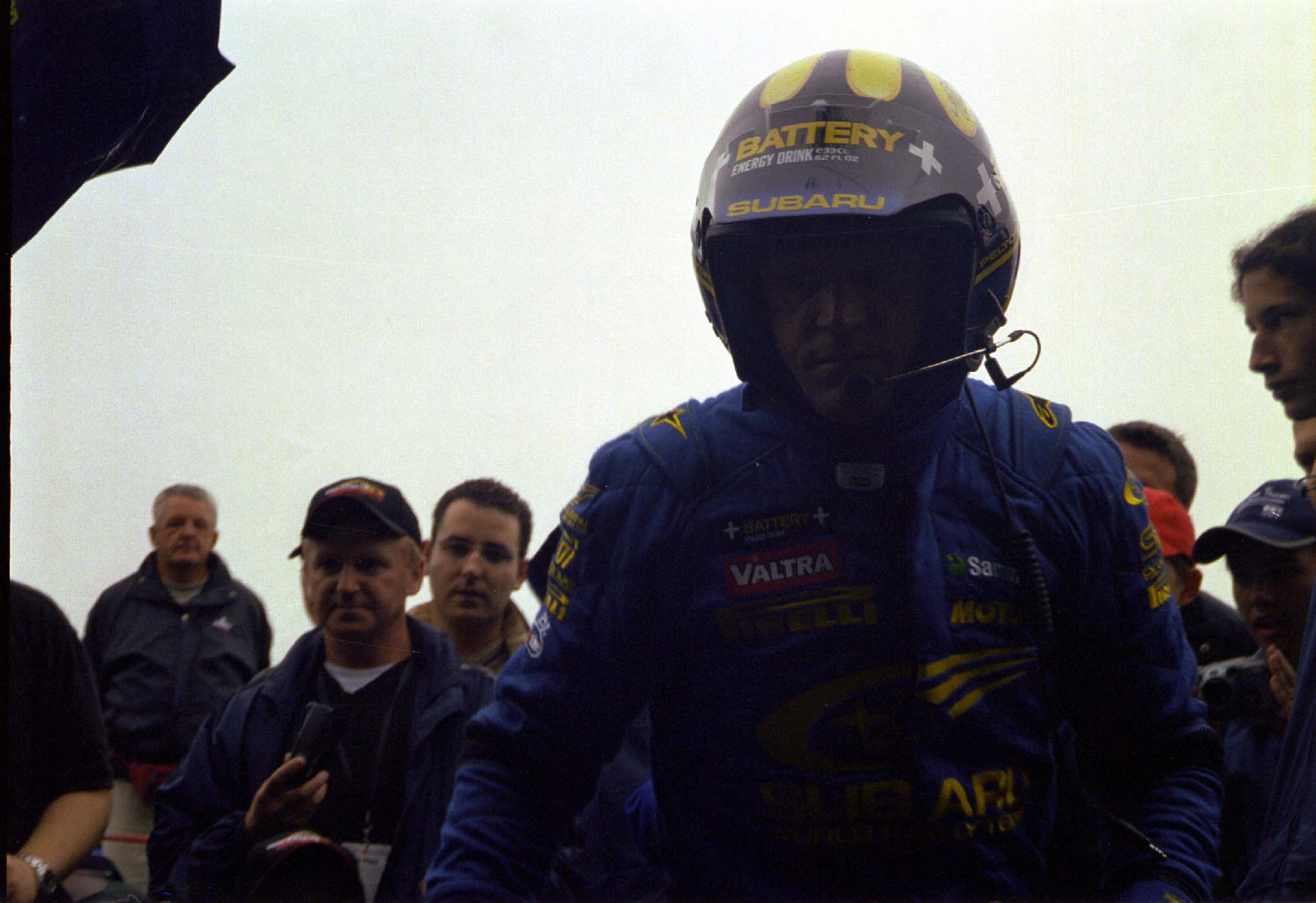
Mäkinen na odcinku testowym w Rajdzie Niemiec 2002

W styczniu 2002 w debiucie w zespole Subaru w Rajdzie Monte Carlo Mäkinen przyjechał na 2. miejscu w klasyfikacji generalnej. Po zakończeniu rajdu wyniki zostały jednak zmienione. Pierwotnemu zwycięzcy Sébastienowi Loebowi doliczono do końcowego wyniku 2 minuty kary za niedozwoloną zmianę opon w trakcie dziesięciominutowego serwisu. Tym samym zwycięzcą rajdu został Mäkinen, a Loeb zajął 2. miejsce. W lutowym Rajdzie Szwecji Mäkinen przejechał trzy odcinki specjalne. Na 4. odcinku wpadł w śnieżną zaspę, a silnik w jego Subaru Imprezie przegrzał się, przez co Fin wycofał się z rajdu. Mäkinen nie ukończył również Rajdu Korsyki. Jadąc na 4. pozycji w klasyfikacji generalnej wypadł z trasy na 10. odcinku specjalnym i uszkodził zawieszenie, co uniemożliwiło mu dalszy start w rajdzie. W marcu Mäkinen nie ukończył trzeciego z rzędu rajdu. Na 9. odcinku specjalnym Rajdu Hiszpanii wycofał się z powodu problemów z silnikiem. W kwietniu po raz drugi w sezonie Mäkinen stanął na podium. Zajął 3. miejsce za dwoma kierowcami Peugeota, Marcusem Grönholmem i Richardem Burnsem. W maju Mäkinen walczył o zwycięstwo w Rajdzie Argentyny. Od pierwszego odcinka specjalnego jechał na 2. pozycji, a przez dwa odcinki był nawet liderem rajdu. Jednak na 21. odcinku dachował i odpadł z rywalizacji. Nie ukończył również dwóch kolejnych rajdów. Z Rajdu Grecji wycofał się z powodu uszkodzenia koła, a z Rajdu Safari z powodu problemów z zawieszeniem. W Rajdzie Finlandii był szósty, a w Rajdzie Niemiec siódmy. Z kolei we wrześniu 2002 wycofał się z Rajdu San Remo z powodu awarii skrzyni biegów. W październiku stanął na podium, po raz trzeci w sezonie. Był trzeci i przegrał jedynie z rodakami jadącymi Peugeotem 206 WRC, Marcusem Grönholmem i Harrim Rovanperą. W Rajdzie Australii Mäkinen był czwarty. Po rajdzie został jednak zdyskwalifikowany. Jego Subaru przekroczyło limit wagowy o 8 kilogramów. W ostatnim rajdzie sezonu, Rajdzie Wielkiej Brytanii, Mäkinen zajął 4. pozycję. W sezonie 2002 zajął 8. miejsce w klasyfikacji generalnej mistrzostw świata. Zdobył 22 punkty.

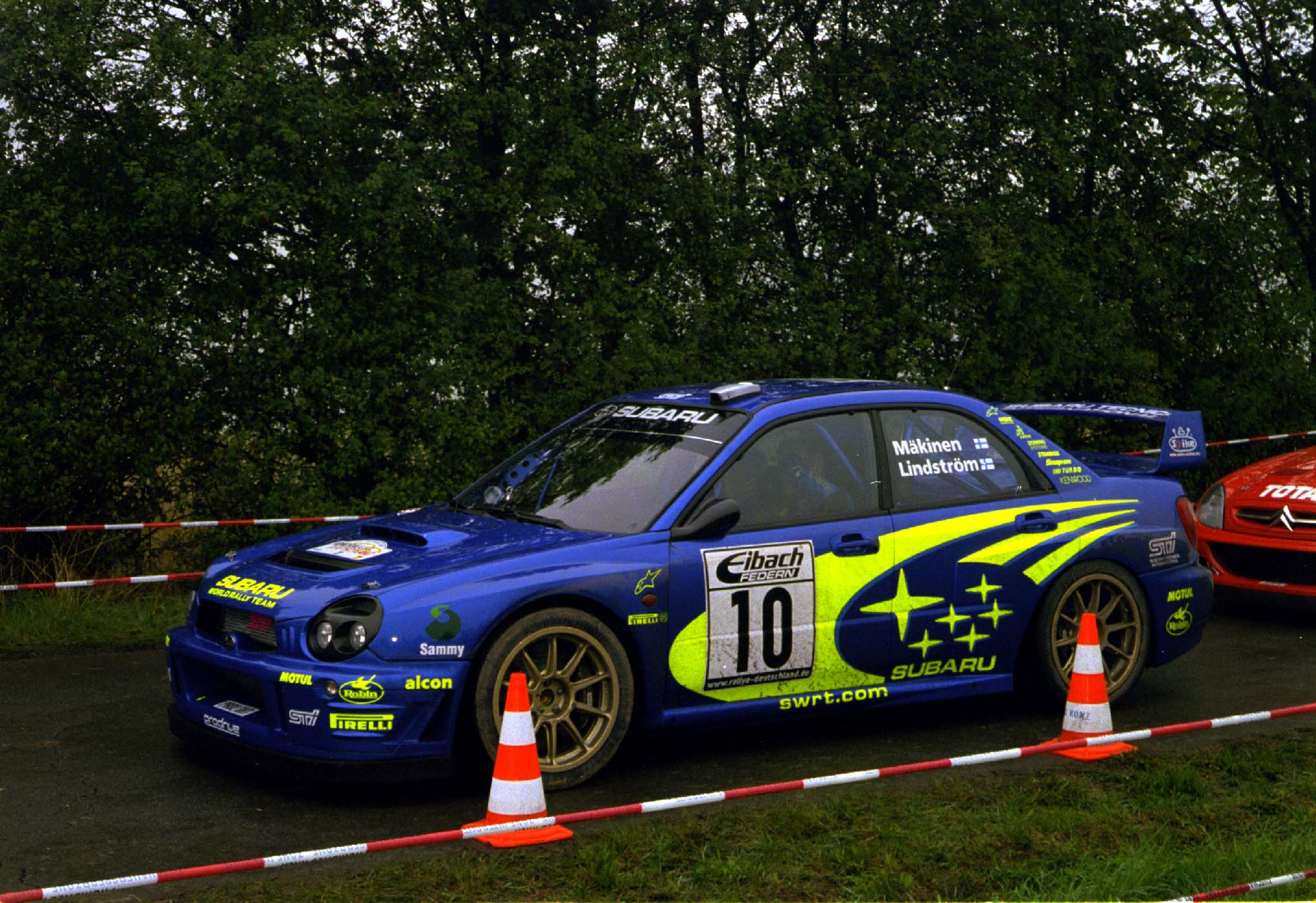
Subaru Impreza WRC Mäkinena podczas Rajdu Niemiec 2002

W styczniu 2003 Mäkinen ogłosił, iż sezon 2003 będzie jego ostatnim sezonem w rajdowej karierze. Sezon ten Mäkinen rozpoczął od startu w Rajdzie Monte Carlo. Po czterech odcinkach specjalnych był dziewiąty, a na 5. odcinku wypadł z trasy i zakończył udział w rajdzie. W lutym stanął na podium. Był drugi w Rajdzie Szwecji. Ukończył go ze stratą 50,8 sekundy do zwycięzcy Marcusa Grönholma. W odbywającym się na przełomie lutego i marca Rajdzie Turcji Mäkinen był ósmy. Z kolei w kwietniowym Rajdzie Nowej Zelandii przyjechał na siódmej pozycji w klasyfikacji generalnej. W majowym Rajdzie Argentyny przejechał 20 odcinków specjalnych. Na 21. odcinku wycofał się z powodu zbyt dużej straty spowodowanej awarią skrzyni biegów. W czerwcowym Rajdzie Grecji Mäkinen był piąty. Następnie nie ukończył czerwcowego Rajdu Cypru, a także lipcowego Rajdu Niemiec (z powodu awarii alternatora). W Rajdzie Finlandii był szósty, podobnie jak w Rajdzie Australii. Z kolei w Rajdzie San Remo zajął 10. pozycję, w Rajdzie Korsyki – siódmą, a w Rajdzie Katalonii – ósmą. W listopadzie 2003 pojechał w ostatnim rajdzie sezonu. Na 4. oesie awansował na 3. pozycję i na niej też zakończył rajd. Przegrał w nim jedynie z Norwegiem Petterem Solbergiem i Francuzem Sébastienem Loebem. Swój ostatni w karierze sezon w mistrzostwach świata Mäkinen zakończył na 8. pozycji w klasyfikacji generalnej. Zdobył w nim 30 punktów.

### 2015
7 lipca 2015 Mäkinen został szefem zespołu Toyoty, przygotowującego się do startu w rajdowych mistrzostwach świata w 2017 Yarisem WRC. Do współpracy zaprosił go Akio Toyoda, prezydent Toyota Motor Corporation, z zamiłowania także kierowca rajdowy, którego Mäkinen był trenerem w 2013.

## Życie prywatne
Tommi Mäkinen jest jednym z czterech synów Jukkiego i Anny Mäkinenów. Jest mężem Eliisy, z którą ma dwóch synów: Henry’ego (ur. 1996) i Mikko (ur. 2003). Mieszka z rodziną w Monako i w rodzinnej wsi Puuppola, w rejonie Jyväskyli. Największymi idolami rajdowymi Mäkinena są jego rodacy: Hannu Mikkola i Juha Kankkunen.
Po zakończeniu kariery Mäkinen otworzył firmę Tommi Mäkinen Racing Oy Ltd z siedzibą we wsi Puuppola. Firma ta zajmuje się budową i wypożyczaniem samochodów rajdowych, głównie Subaru Impreza startujących w grupie N i grupie R4. Mäkinen prowadzi również szkołę rajdową, w której swoje umiejętności doskonalili tacy kierowcy jak Thierry Neuville, Jewgienij Nowikow, Mikko Hirvonen, Dave Mirra czy Jari-Matti Latvala.

## Zwycięstwa w Mistrzostwach Świata
| Nr | Rajd                | Sezon | Pilot              | Samochód                  |
| -- | ------------------- | ----- | ------------------ | ------------------------- |
| 1  | Rajd Finlandii      | 1994  | Seppo Harjanne     | Ford Escort RS Cosworth   |
| 2  | Rajd Szwecji        | 1996  | Seppo Harjanne     | Mitsubishi Lancer Evo III |
| 3  | Rajd Safari         | 1996  | Seppo Harjanne     | Mitsubishi Lancer Evo III |
| 4  | Rajd Argentyny      | 1996  | Seppo Harjanne     | Mitsubishi Lancer Evo III |
| 5  | Rajd Finlandii      | 1996  | Seppo Harjanne     | Mitsubishi Lancer Evo III |
| 6  | Rajd Australii      | 1996  | Seppo Harjanne     | Mitsubishi Lancer Evo III |
| 7  | Rajd Portugalii     | 1997  | Seppo Harjanne     | Mitsubishi Lancer Evo IV  |
| 8  | Rajd Hiszpanii      | 1997  | Seppo Harjanne     | Mitsubishi Lancer Evo IV  |
| 9  | Rajd Argentyny      | 1997  | Seppo Harjanne     | Mitsubishi Lancer Evo IV  |
| 10 | Rajd Finlandii      | 1997  | Seppo Harjanne     | Mitsubishi Lancer Evo IV  |
| 11 | Rajd Szwecji        | 1998  | Risto Mannisenmäki | Mitsubishi Lancer Evo IV  |
| 12 | Rajd Argentyny      | 1998  | Risto Mannisenmäki | Mitsubishi Lancer Evo V   |
| 13 | Rajd Finlandii      | 1998  | Risto Mannisenmäki | Mitsubishi Lancer Evo V   |
| 14 | Rajd Włoch          | 1998  | Risto Mannisenmäki | Mitsubishi Lancer Evo V   |
| 15 | Rajd Australii      | 1998  | Risto Mannisenmäki | Mitsubishi Lancer Evo V   |
| 16 | Rajd Monte Carlo    | 1999  | Risto Mannisenmäki | Mitsubishi Lancer Evo VI  |
| 17 | Rajd Szwecji        | 1999  | Risto Mannisenmäki | Mitsubishi Lancer Evo VI  |
| 18 | Rajd Nowej Zelandii | 1999  | Risto Mannisenmäki | Mitsubishi Lancer Evo VI  |
| 19 | Rajd Włoch          | 1999  | Risto Mannisenmäki | Mitsubishi Lancer Evo VI  |
| 20 | Rajd Monte Carlo    | 2000  | Risto Mannisenmäki | Mitsubishi Lancer Evo VI  |
| 21 | Rajd Monte Carlo    | 2001  | Risto Mannisenmäki | Mitsubishi Lancer Evo 6.5 |
| 22 | Rajd Portugalii     | 2001  | Risto Mannisenmäki | Mitsubishi Lancer Evo 6.5 |
| 23 | Rajd Safari         | 2001  | Risto Mannisenmäki | Mitsubishi Lancer Evo 6.5 |
| 24 | Rajd Monte Carlo    | 2002  | Kaj Lindström      | Subaru Impreza WRC2001    |

## Starty w rajdach WRC
| Legenda oznaczeń w tabelach dot. wyników | Legenda oznaczeń w tabelach dot. wyników |
| Oznaczenie                               | Wyjaśnienie |
| ---------------------------------------- | --- |
| Złoty                                    | Zwycięzca |
| Srebrny                                  | 2. miejsce |
| Brązowy                                  | 3. miejsce |
| Zielony                                  | Ukończył, punktował (w klasyfikacji generalnej, gdy kierowca był sklasyfikowany, oznacza zdobycie punktów w rajdzie poza trzema powyższymi opcjami) |
| Niebieski                                | Ukończył, nie punktował |
| Różowy                                   | Nie ukończył (NU) |
| Czarny                                   | zdyskwalifikowany (DK) |
| Biały                                    | Nie został zgłoszony (-) |

| Sezon | Zespół                                                    | Samochód                                                         | 1      | 2     | 3     | 4     | 5     | 6     | 7     | 8      | 9      | 10     | 11    | 12     | 13     | 14 | 15 | 16 | Punkty | Miejsce |
| ----- | --------------------------------------------------------- | ---------------------------------------------------------------- | ------ | ----- | ----- | ----- | ----- | ----- | ----- | ------ | ------ | ------ | ----- | ------ | ------ | -- | -- | -- | ------ | ------- |
| 1987  | Tommi Mäkinen                                             | Lancia Delta HF 4WD                                              | MCO -  | SWE - | POR - | KEN - | FRA - | GRE - | USA - | NZL -  | ARG -  | FIN NU | CIV - | ITA -  | GBR -  |    |    |    | 0      | -       |
| 1988  | Tommi Mäkinen Mu-Uutiset 4 Rombi Corse                    | Lancia Delta HF 4WD Lancia Delta Integrale                       | MCO -  | SWE - | POR - | KEN - | FRA - | GRE - | USA - | NZL -  | ARG -  | FIN NU | CIV - | ITA -  | GBR NU |    |    |    | 0      | -       |
| 1989  | Tommi Mäkinen                                             | Lancia Delta Integrale                                           | SWE NU | MCO - | POR - | KEN - | FRA - | GRE - | NZL - | ARG -  | FIN NU | AUS -  | ITA - | CIV -  | GBR -  |    |    |    | 0      | -       |
| 1990  | Pro Sport Rally Team                                      | Mitsubishi Galant VR-4                                           | MCO -  | POR - | KEN - | FRA - | GRE - | NZL 6 | ARG - | FIN 11 | AUS 7  | ITA 13 | CIV - | GBR NU |        |    |    |    | 24     | 10.     |
| 1991  | Promoracing Finland Tommi Mäkinen Mazda Rally Team Europe | Ford Sierra RS Cosworth Mitsubishi Galant VR-4 Mazda 323 GTX     | -      | 13    | NU    | -     | -     | -     | NU    | -      | 5      | -      | -     | -      | -      | NU |    |    | 8      | 31.     |
| 1992  | Nissan Motorsports Europe                                 | Nissan Sunny GTI-R                                               | 9      | -     | NU    | -     | -     | -     | -     | -      | NU     | -      | -     | -      | -      | 8  |    |    | 5      | 40.     |
| 1993  | Astra                                                     | Lancia Delta HF Integrale                                        | -      | 4     | -     | -     | -     | 6     | -     | -      | 4      | -      | -     | -      | -      |    |    |    | 26     | 10.     |
| 1994  | Nissan F2 Ford Motor Co Mitsubishi Ralliart               | Nissan Sunny TI Ford Escort RS Cosworth Mitsubishi Lancer Evo II | -      | NU    | -     | -     | -     | -     | -     | 1      | NU     | 9      |       |        |        |    |    |    | 22     | 10.     |
| 1995  | Mitsubishi Ralliart                                       | Mitsubishi Lancer Evo II                                         | 4      | 2     | -     | 8     | NU    | 4     | NU    | NU     |        |        |       |        |        |    |    |    | 38     | 5.      |
| 1996  | Mitsubishi Ralliart                                       | Mitsubishi Lancer Evo III                                        | 1      | 1     | NU    | 2     | 1     | 1     | 1     | NU     | 5      |        |       |        |        |    |    |    | 123    | 1.      |
| 1997  | Mitsubishi Ralliart                                       | Mitsubishi Lancer Evo IV                                         | 3      | 3     | NU    | 1     | 1     | NU    | 1     | 3      | NU     | 1      | NU    | 3      | 2      | 6  |    |    | 63     | 1.      |
| 1998  | Mitsubishi Ralliart                                       | Mitsubishi Lancer Evo IV Mitsubishi Lancer Evo V                 | NU     | 1     | NU    | NU    | 3     | NU    | 1     | NU     | 3      | 1      | 1     | 1      | NU     |    |    |    | 58     | 1.      |
| 1999  | Mitsubishi Ralliart                                       | Mitsubishi Lancer Evo VI                                         | 1      | 1     | DK    | 5     | 3     | 6     | 4     | 3      | 1      | NU     | NU    | 1      | 3      | NU |    |    | 62     | 1.      |
| 2000  | Mitsubishi Ralliart                                       | Mitsubishi Lancer Evo VI                                         | 1      | 2     | NU    | NU    | 4     | 3     | NU    | NU     | 4      | 5      | NU    | 3      | DK     | 3  |    |    | 36     | 5.      |
| 2001  | Mitsubishi Ralliart                                       | Mitsubishi Lancer Evo 6.5 Mitsubishi Lancer WRC                  | 1      | NU    | 1     | 3     | 4     | NU    | 4     | 1      | NU     | 8      | NU    | NU     | 6      | NU |    |    | 41     | 3.      |
| 2002  | 555 Subaru World Rally Team                               | Subaru Impreza WRC2001 Subaru Impreza WRC2002                    | 1      | NU    | NU    | NU    | 3     | NU    | NU    | NU     | 6      | 7      | NU    | 3      | DK     | 4  |    |    | 22     | 8.      |
| 2003  | 555 Subaru World Rally Team                               | Subaru Impreza WRC2003                                           | NU     | 2     | 8     | 7     | NU    | 5     | NU    | NU     | 6      | 6      | 10    | 7      | 8      | 3  |    |    | 30     | 8.      |